# Culture de la République centrafricaine
 (mars 2025).

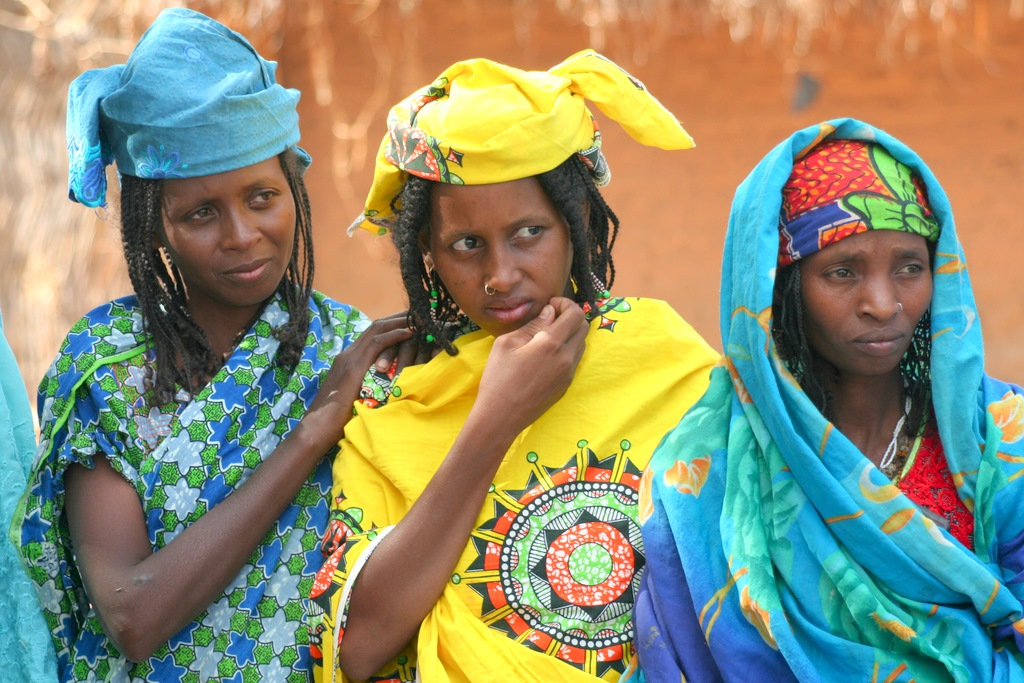
Femmes peules à Paoua

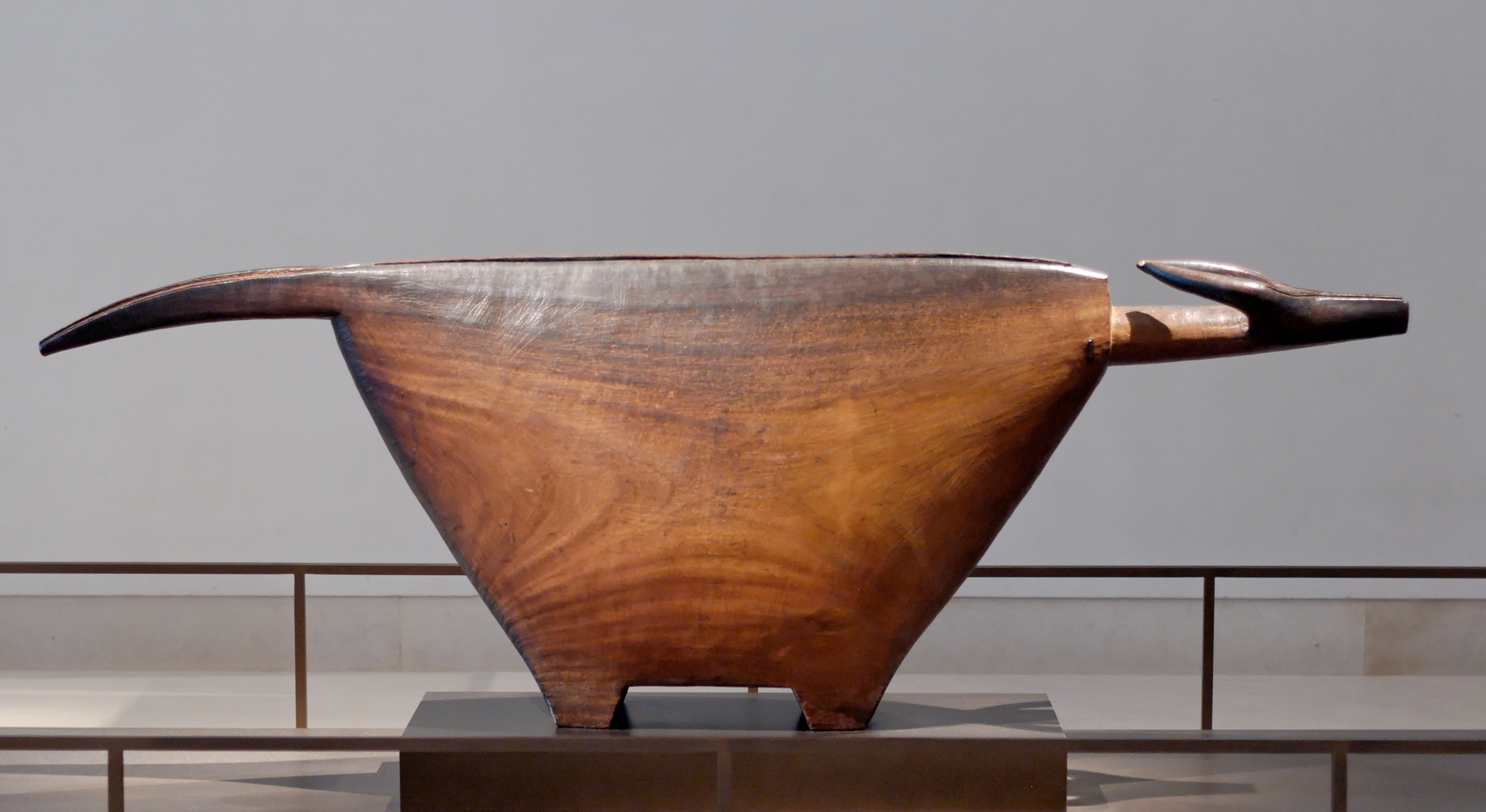
Tambour à fente yangéré

La culture de la République centrafricaine, est celle d'un pays enclavé d'Afrique centrale, et concerne les pratiques culturelles observables de ses 6 millions d'habitants estimés (hors diasporas) en 2024 (pour 1 327 000 en 1950 et 1 504 000 en 1960), et approximativement un million entre 1850 et 1920). Elle s'entend comme l'ensemble des usages, des coutumes, des manifestations artistiques, religieuses, ethniques, intellectuelles, scientifiques et techniques caractérisant et distinctifs du peuple centrafricain. C'est la somme des cultures ethniques des diverses communautés nationales.

## Législation
La culture centrafricaine fait l'objet d'une définition législative.

## Langues et populations

### Langues
- Langues en République centrafricaine : français, sango[3], et environ 80 langues ethniques
- Langues de République centrafricaine : aka, banda-ndélé, bijanda-buli, bozom, fer, français, furu, gbaya, gbaya du nord-ouest, geme, tar-goula, kabba, kako, kare, manza, mbay, mboum, mpiemo, pana, peul, pol, rounga, sango, to, yakoma, zandé...

### Peuples
- Groupes ethniques en République centrafricaine : Aka[4], Babinga ou Mbenga, Baggara, Banda (27 %), Bomitaba, Dakpa, Gbaya (33 %), Mandija (13 %), Mboum (7 %), Monjombo, Ngbaka (4 %), Ngbandi ou Sango, Nzakara, Rounga, Goula, Sara (10 %), Togbo, Vidiri, Woddabe ou Mbororo, Yakoma (4 %), Yangéré, Yulu, Zandé... [Les Ali]
- Démographie de la République centrafricaine
- Liste des groupes ethniques d'Afrique

## Traditions

### Religion(s)
- Religions traditionnelles africaines, Animisme, Fétichisme, Esprit tutélaire, Mythologies africaines
- Religion en Afrique, Christianisme en Afrique, Islam en Afrique
- Islam radical en Afrique noire, Séléka (coalition) (et les Anti-balaka)
- Anthropologie de la religion
- Église catholique en République centrafricaine (25-30 %, mais 80 % revendiqués à certaines périodes)
  - Liste des cathédrales de République centrafricaine
- Protestantisme (30-50 %) : luthéranisme, baptisme, Brethren, Témoins de Jéhovah[5]
- Église évangélique baptiste en République centrafricaine
- Islam en République centrafricaine (10-15 %), Seleka, République de Logone (ou de Dar el Kuti)
- Animisme (5-35 %, partiellement intégré dans les cultes chrétiens ou musulmans), Fétichisme

### Symboles
- Figure allégorique nationale, Emblème végétal, Liste des animaux nationaux[6], Liste des arbres nationaux, Saint patron
- Armoiries de la République centrafricaine
- Drapeau de la République centrafricaine
- Hymne national (depuis 1960) :La Renaissance)[7]
- Devise : Unité, Dignité et Travail
- Éléphant, animal national

### Folklore et Mythologie
- contes et légendes
- contes de Téré[8],[9]

### Pratiques
Les pratiques sociales, rituels et éventuellement fictifs révèlent (pour partie) du patrimoine culturel et immatériel de l'humanité.

### Fêtes
| Date                  | Nom français                                            | Remarques |
| --------------------- | ------------------------------------------------------- | --------- |
| 1er janvier           | Nouvel an                                               |           |
| Lundi après Pâques    | Lundi de Pâques                                         |           |
| 29 mars               | Décès du Fondateur Barthélémy Boganda                   |           |
| 6e jeudi après Pâques | Ascension                                               |           |
| Lundi après Pentecôte | Lundi de Pentecôte                                      |           |
| 1er mai               | Fête du travail                                         |           |
| Suivant calendrier    | Fête des Mères                                          |           |
| 13 août               | Fête de l'Indépendance                                  |           |
| 15 août               | Assomption                                              |           |
| 1er novembre          | Toussaint                                               |           |
| 1er décembre          | Fête nationale, jour de défilé sur l’avenue des Martyrs |           |
| 25 décembre           | Noël                                                    |           |

## Vie sociale

### Famille
- Famille traditionnelle[11]

#### Noms
- Nom de famille, Nom personnel, Nom traditionnel

### Société
- Palabre, Arbre à palabres

### Éducation
- Liste des universités en République centrafricaine

### Divers
- Prostitution en République Centrafricaine,
- Trafic d'être humains en République Centrafricaine,
- Droits de l'homme en République centrafricaine
- Guerres impliquant la Centrafrique
- Conflits en Centrafrique
- Guerre religieuse (anti balle AK)Rapport Centrafrique 2016-2017 d'Amnesty International

### État
Autrefois, avant la colonisation, avant ou malgré l'esclavage (arabo-musulman, puis occidental), les différents peuples qui ont vécu sur ces territoires, même avec une population maximale supposée de 60 000 000 habitants au début du XVIIIe siècle[réf. nécessaire], à l’écart des grandes voies commerciales africaines, ont vécu avec un système de chefferies locales, avec conflits et solidarités inter-claniques et inter-ethniques. Au XVIIIe siècle, diverses populations se fédèrent autour de la figure de Kola Ngbandi, avec développement du commerce sur l'Oubangui et de la langue sango. Enfin, le sultanat de Bilad el-Kouti, de Rabah (1842c-1900), puis Mohammed Es-Senoussi (?-1911) maîtrise la région, jusqu'à la colonisation occidentale. Le territoire français de l'Oubangui-Chari (1903-1958) est une partie de l'Afrique-Équatoriale française, une partie de l'Union française, puis devient une république autonome sous le nom de République centrafricaine au sein des éphémères Communauté française et Union des républiques d'Afrique centrale. Un siècle a suffi pour composer une forme d'identité nationale. Elle est contestée par quelques tendances séparatistes. Depuis 2004, des guerres civiles déchirent le pays.

## Médias
- Média en République Centrafricaine,
- Télécommunication en République Centrafricaine,

En 2022, le classement mondial sur la liberté de la presse établi chaque année par Reporters sans frontières situe la République centrafricaine au 101e rang sur 180 pays. À la sortie de la guerre civile, marquée par le pillage de journaux et la destruction de radios, la liberté de la presse, en progrès, y reste cependant fragile.
Les journalistes sont régulièrement soumis à des pressions politiques ou intimidés. En février 2021, deux sites d’information ont été bloqués dans le pays pour avoir couvert la présence du groupe Wagner et les exactions qui lui sont reprochés. La précarité des journalistes centrafricains les rend particulièrement vulnérables : depuis 2018, des journalistes reçoivent des primes de 20 000 francs CFA pour la rédaction d’un article favorable à la Russie, ou pour publier en leur nom des textes rédigés par l’ambassade russe.
Une dizaine de journalistes ont été assassinés ou sont morts dans des circonstances suspectes depuis la guerre civile de 2013. En 2018, trois journalistes russes, Orhan Djemal, Alexandre Rasstorgouïev et Kirill Radtchenko ont été tués dans les environs de Sibut alors qu’ils enquêtaient sur les activités du groupe Wagner ; l’enquête centrafricaine conclut à un braquage, tandis le site d’investigation Dossier Center affirme que le crime était prémédité par le réseau d’Evgueni Prigojine.

### Presse écrite
- Agence centrafricaine de presse
- Centrafrique-Presse[21]
- La Nouvelle Centrafrique[22]
- Centrafrique libre[23]
- Journal de Bangui[24]
- La Fraternité
- À Bangui

### Radio
- Liste des stations de radio en République centrafricaine
- Radio Centrafrique, Radio Ndeke Luka

### Télévision
- TVCA, télévision publique
- Banguiwood TV
- Bahila TV

### Internet
- Corbeau News Centrafrique[25]
- Takaparler[26]

## Littérature
- Mythes, légendes, récits, contes, proverbes, devinettes, comptines, poèmes...
- Rites, rituels...
- Œuvres littéraires se déroulant en République centrafricaine
- Répertoire des auteurs et œuvres[27]

### Liste d'écrivains
- Écrivains centrafricains, Liste d'écrivains africains

#### Liste chronologique
- Barthélemy Boganda (1910-1959)[28], premier (bachelier, prêtre, président), Enfin, on décolonise... (1962)
- Andrée Blouin (1921-1986), défenseure des droits humains,  My Country, Africa: Autobiography of a Black Pasionaria (1983)
- David Dacko (1930-2003)[29], président
- Pierre Makombo Bamboté (1932-2016, Princesse Mandeou 1972)
- Pierre Sammy Mackfoy (1935-2014), pédagogue, politique, conteur, romancier, auteur jeunesse, L'Odyssée de Mongou (1977)
- Patience Dabany (Marie-Joséphine Kama, 1941-), chanteuse, compositrice, auteure/parolière
- Étienne Goyémidé (1942-1997), nouvelliste, dramaturge, romancier, politique, Le silence de la forêt (1984), Le dernier survivant de la caravane (1985)...
- Pierre Akendengué (1943-), musicien, chanteur, poète, parolier
- Raphaël Nzabakomada-Yakoma (1944-1985), historien, L'Afrique centrale insurgée. La guerre du Kongo-Wara 1928-1931 (1981)
- Faustin Niamolo (1944-2016)[30], poète, dramaturge, administrateur, Nzilakema
- Blaise N'Djehoya (1953-), journaliste, documentariste, Un regard noir. Les Français vus par les Africains (1984), Le Nègre Potemkine (1988)...
- Cyriaque Robert Yavoucko (1953-), romancier, Crépuscule et défi (1979)
- Oliver N'Goma (1959-2010), Noli, musicien, chanteur, parolier
- Georgette Florence Koyt-Deballé, (1960), poétesse, administratrice, C'est la vie (2007), Nago, ou, Comment s'en sortir (2008)
- Adrienne Yabouza (1965-), romancière, auteure enfance, La Défaite des mères (2008), La Maltraite des veuves (2013)...
- Jean-Barthélémy Bokassa (1974-), Les Diamants de la trahison (2006,  (ISBN 978-2-75690-074-2), (OCLC 937743108), Comment épouser un millionnaire : le guide des castors (2008,  (ISBN 978-2-35341-016-3)), Saga Bokassa (2009,  (ISBN 978-2-35808-001-9)), Erika Flynt ou le Récit d’une métamorphose (2010)

### En d'autres langues
- Littérature en fang, site ELLAF
- Littérature en gbaya, site ELLAF

## Arts de la table

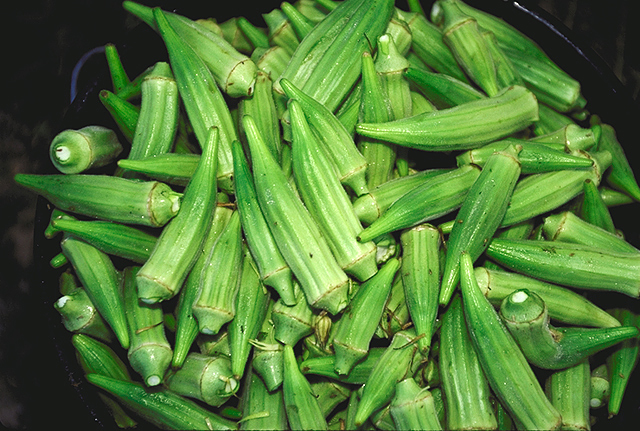
Okra

### Cuisine(s)
- Cuisine centrafricaine, Cuisine congolaise, Cuisine gabonaise, Cuisine africaine
- Manioc, patate douce, igname, taro, banane plantain...
- Bœuf, cabri, poulet-bicyclette, viande de brousse, poisson (capitaine, kpété, poisson chat)...
- Ngunza au gozo
- Aperçus[31],[32],[33],[34]

### Boissons
- eau de ruisseau,
- eau de liane[35]
- sodas
- bières, traditionnelle (mil, sorgho), ou moderne (Mocaf, Castel Beer, 33 Export)...
- vin de palme (Kangoya)
- whisky artisanal (Erg, Ngbako)

## Santé
- Santé, Santé publique, Protection sociale
- Santé en République centrafricaine, mortalité maternelle, mortalité infanto-juvénile, paludisme

### Jeux populaires

Jeux d'enfants
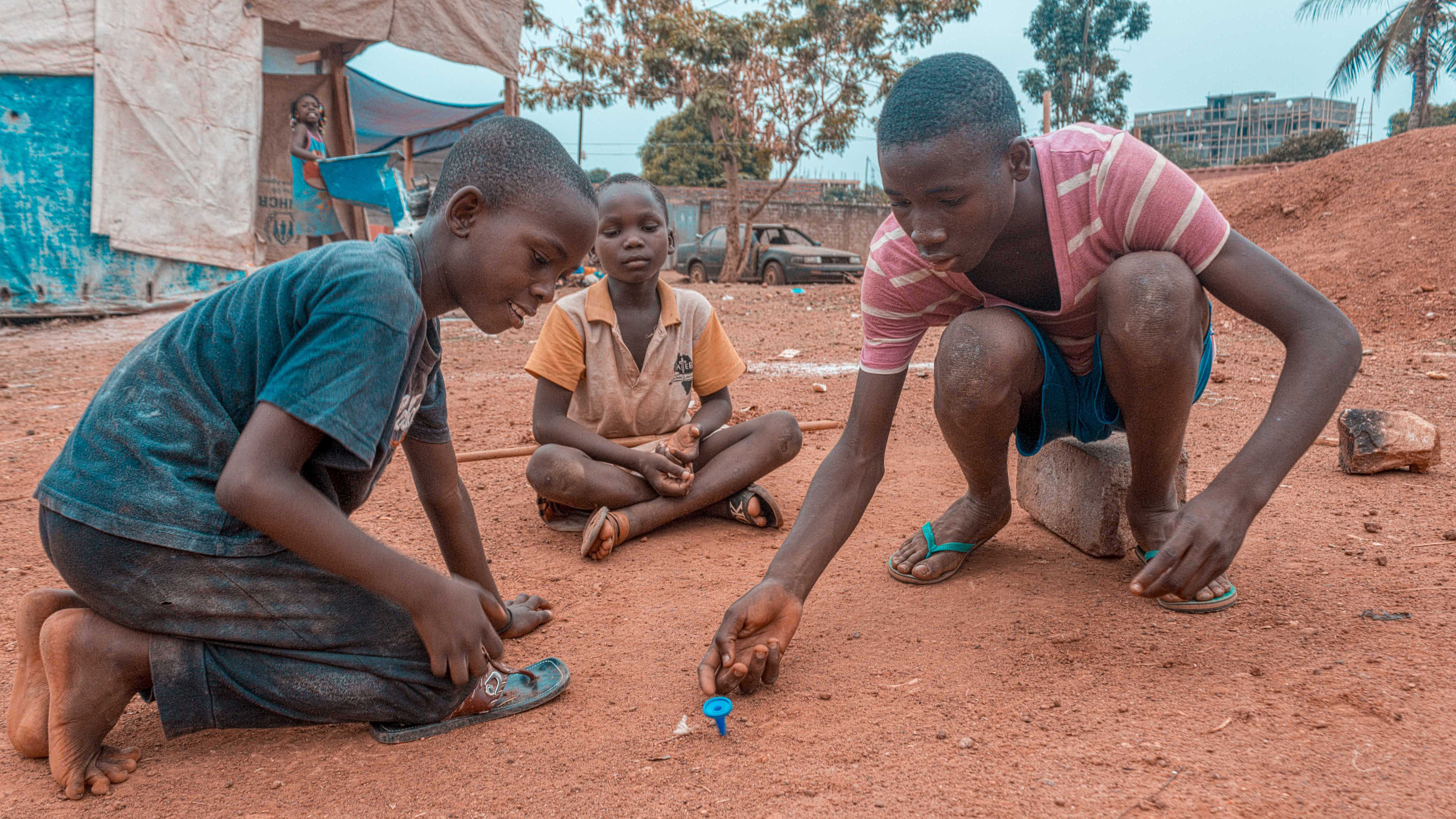
Gbägbë (toupie).
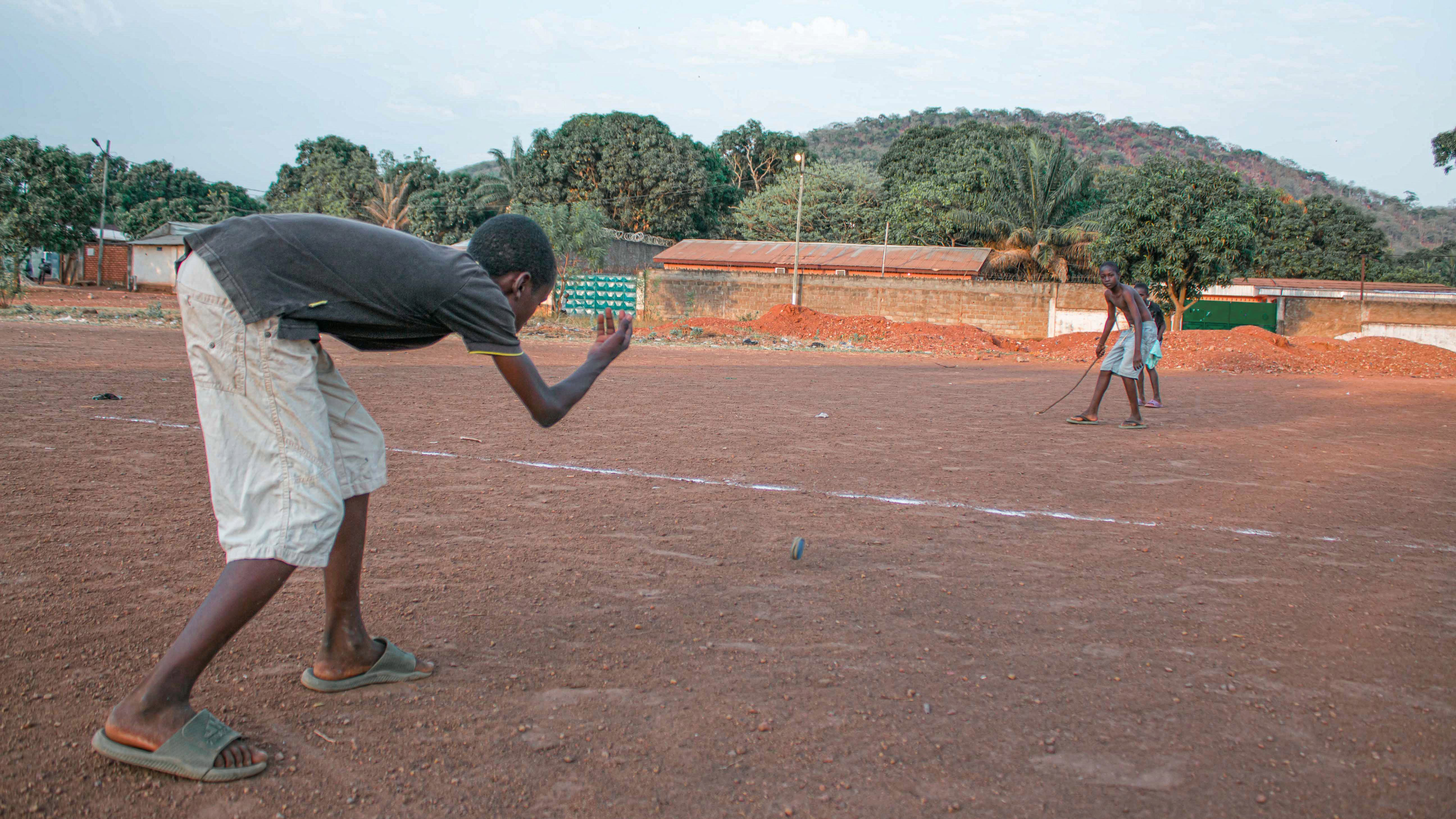
Ngbä-bá (roue).
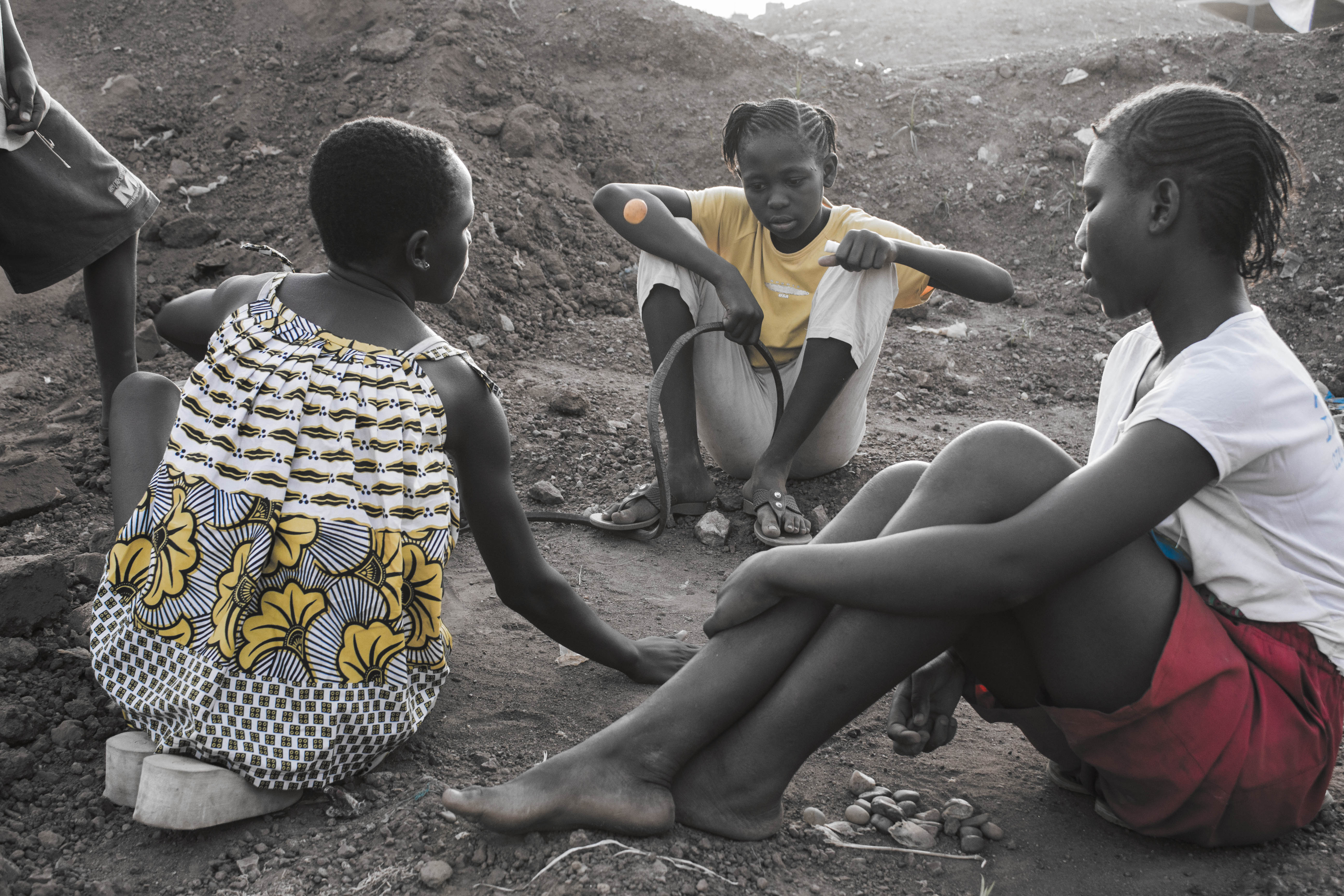
Yändô (cailloux).
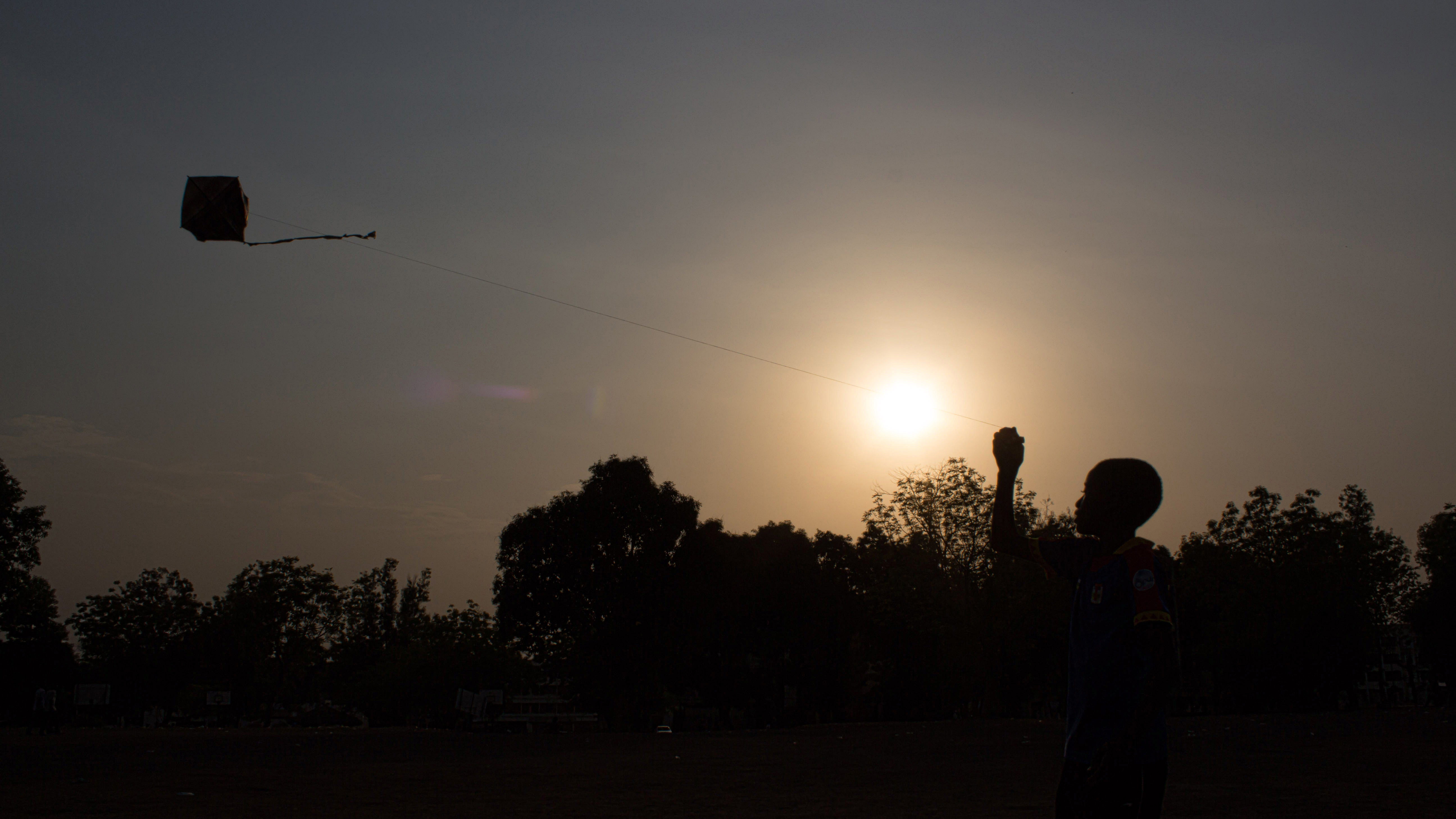
Cerf-volant en sac plastique.
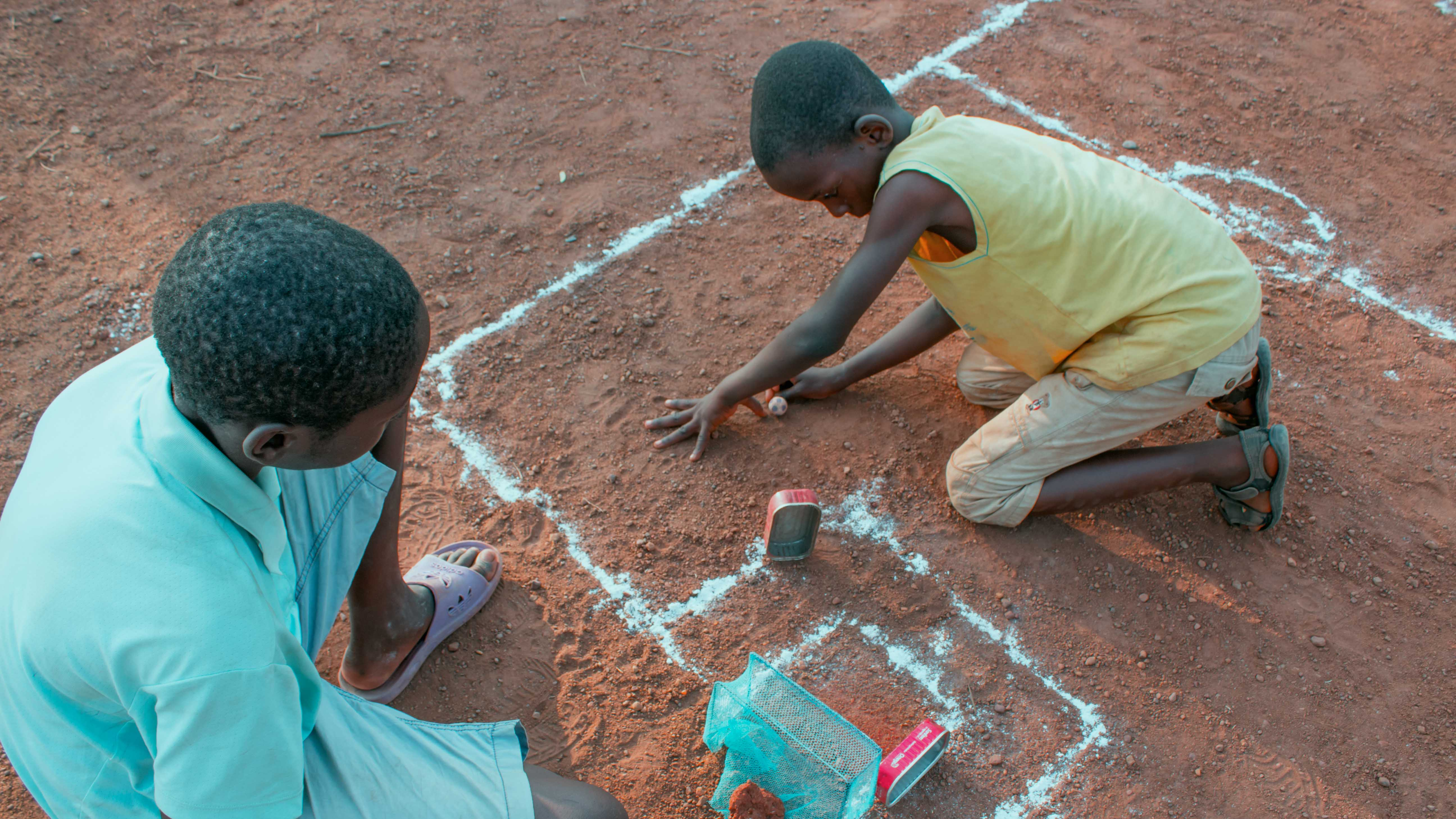
Baby-foot au sol.

### Sports
- Sports en République centrafricaine, Sportifs centrafricains, Sportives centrafricaines
- République centrafricaine aux Jeux olympiques
- République centrafricaine aux Jeux paralympiques
- Jeux africains ou Jeux panafricains, depuis 1965, tous les 4 ans (...2011-2015-2019...)
- Supercoupe de République centrafricaine de football

### Arts martiaux
- Liste des luttes traditionnelles africaines par pays

## Artisanats
- Arts appliqués, Arts décoratifs, Arts mineurs, Artisanat d'art, Artisan(s), Trésor humain vivant, Maître d'art
- Artisanats par pays, Artistes par pays

Les savoir-faire liés à l’artisanat traditionnel relèvent (pour partie) du patrimoine culturel immatériel de l'humanité.
Une grande partie des techniques artisanales ont régressé, ou disparu, dès le début de la colonisation, et plus encore avec la globalisation, sans qu'elles aient été suffisamment recensées et documentées.

### Arts graphiques
- Calligraphie, Enluminure, Gravure, Origami
- Liste de sites pétroglyphiques en Afrique, Art rupestre

### Textiles
- Art textile, Arts textiles, Fibre, Fibre textile, Design textile
- Mode, Costume, Vêtement, Confection de vêtement, Stylisme
- Technique de transformation textile, Tissage, Broderie, Couture, Tricot, Dentelle, Tapisserie,
- Pagnes multicolores, wax ou java

### Cuir
- Maroquinerie, Cordonnerie, Fourrure

### Papier
- Papier, Imprimerie, Techniques papetières et graphiques, Enluminure, Graphisme, Arts graphiques, Design numérique

### Bois
- Travail du bois, Boiserie, Menuiserie, Ébénisterie, Marqueterie, Gravure sur bois, Sculpture sur bois, Ameublement, Lutherie
- Sculptures, statuettes, masques, petit mobilier sculpté...

### Autres
- Calebasses gravées
- Tableaux composés à partir d'ailes de papillons

### Métal
- Métal, Sept métaux, Ferronnerie, Armurerie, Fonderie, Dinanderie, Dorure, Chalcographie
- Artisans Fertit[36],[37], objets divers, tuyaux de pipe en fer, armes de jet

### Poterie, céramique, faïence
- Mosaïque, Poterie, Céramique, Terre cuite
- Céramique d'Afrique subsaharienne

### Verrerie d'art
- Art verrier, Verre, Vitrail, Miroiterie

### Joaillerie, bijouterie, orfèvrerie
- Lapidaire, Bijouterie, Horlogerie, Joaillerie, Orfèvrerie

### Espace
- Architecture intérieure, Décoration, Éclairage, Scénographie, Marbrerie, Mosaïque
- Jardin, Paysagisme

## Arts visuels
- Arts visuels, Arts plastiques, Art brut, Art urbain
- Art africain traditionnel, Art contemporain africain
- Artistes par pays

### Peinture
- Peinture, Catégorie:Peinture par pays
- Peinture en Centrafrique[38], Michel Ouabanga[39], Fadiwa, Siuedonné Sana Wambeti, Jérôme Ramedane, Siaket Mafoi,

### Sculpture
- Peinture en Centrafrique, Joël Nambozouina[40],

### Architecture
- architecture traditionnelle[41]
- architecture coloniale[42]
- architecture moderne, particulièrement à Bangui[43]

## Arts de scène

### Musique

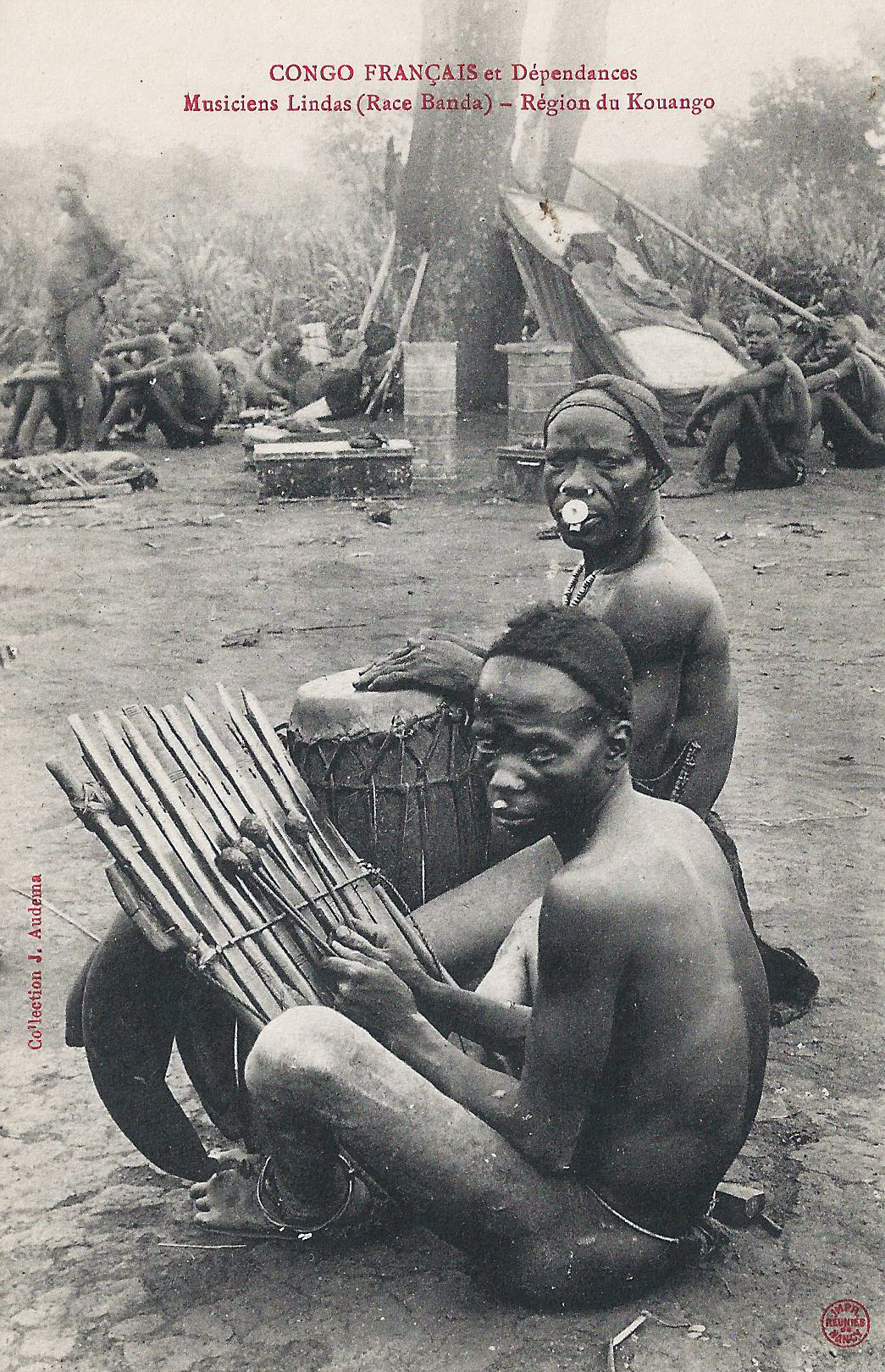
Musiciens banda (Congo français).

- Musique de la République Centrafricaine,
- Musique banda, religieuse tolotche[44],[45]
- Musique des pygmées (Aka)[46],[47],[48],[49],[50]
- instruments, dont sonnailles, sanza...
- Chants à penser gbaya[51] (étudiés par Vincent Dehoux)

La musique moderne, jazz, rock, pop, est répandue.
- Années 1950-1960 : Jean-Marc Lesoi, Jean Magalet, Dominique Eboma, Proxper Mayele, Bekpa, Docteur Wesh de Centrafricain Jazz, Aggas Zokoko de Tropical Fiesta, Zekete monon de cool star et Jimmy Zakari[52] (un des précurseurs de la rumba congolo-zaïroise)...
- Années 1980 : groupe Zokela...
- Chanteurs de la diaspora (surtout en sango, à Paris) : Charlie Perrière, Sultan Zembellat, Laskin Ngomateke, Baba By-Gao, Léa Lignanzi, Léonie Kangala, Frédéric Kangala, Bb Matou, Delmas Kelou, Jude Bondèze...
- Oswald Mbari (1974-)

### Danses
- Liste de danses
- Danses centrafricaines traditionnelles[53], ongo-brotto, ngarké, yangabolo, mondjombo, labi, ndjoboko, lengué, kropningbo, kéké-nahoro...
- Danses modernes

### Théâtre
- Théâtre africain, Rodrigue Barbe
- Antonio Franck, Georges Kazangba, Benoît Basile Siango, Fred Patrice Zémoniako, Albert Faustin Ipéko-Etomane, Dieudonné Namfio, Étienne Goyémidé, Goneyo Répago, Faustin Niamolo, A. Mandaba, Félix Mbango Ouangara, F. Mbango Ouangara, Médard Chekoe, Goneyo Répago, Maoundé Ndaindouba, etc

Le théâtre est, après la poésie, le genre littéraire où les auteurs centrafricains ont le plus produit, mais les pièces des auteurs des pays voisins sont également appréciées.

### Autres: marionnettes, mime, pantomime, prestidigitation
- Arts de la rue, arts forains, cirque,théâtre de rue, spectacle de rue,
- Marionnette, arts pluridisciplinaires, performance (art)…
- Arts de la marionnette en Centrafrique sur le site de l'Union internationale de la marionnette

### Cinéma
- Cinéma centrafricain
- Réalisateurs, réalisateurs centrafricains (en)
  - Aristide Ephrem Kondamoyen[55], Kodro Timo
  - Joseph Akouissone (1943-2019)
  - Léonie Yangba Zowe (1948-)
  - Didier Ouénangaré (1953-2006), Le silence de la forêt (2003)
  - Bassek Ba Kobhio (1957-),
  - Elvis Sabin Ngaibino (1985-), documentariste
  - Sylviane Gboulou Mbapondo, Sophia la Banguissoisse, Bienvenus en France
  - Pascale Serra-Nga Gnii Voueto, BêAfrika '2015)
- Films
  - Voyage au Congo (1927, Marc Allégret, 94')
  - Films de la République centrafricaine (en)
  - Échos d'un sombre empire (1990, Werner Herzog)
  - The Ambassador (2011)
  - Carte blanche (2011)[56], un film documentaire de Heidi Specogna (1959-)
  - Crisis in Central African Republic: Malaria (2010, Indrani Pal-Chaudhuri)[57]
- Film d'archives de la République Centrafricaine (amateurs, années 1952-1963)
- Cinéma en Centrafrique : le septième art fait sa révolution, 2024, sur rfi.fr

## Tourisme
- Tourisme en République Centrafricaine,
- Attractions touristiques en République centrafricaine
- Conseils[58],[59]

## Patrimoine
Le programme Mémoire du monde (UNESCO, 1992) n'a rien inscrit pour ce pays dans son registre international Mémoire du monde (au 15/01/2016).

### Musées et autres institutions
- Liste de musées en République centrafricaine dont
  - Musée national Barthélemy-Boganda à Bangui
  - Musée Labasso à Bangassou (1975)
  - Musée ethnographique régional de Bouar (1974)
  - Musée provincial à Ippy (1985)[60]

### Liste du Patrimoine mondial
Le programme Patrimoine mondial (UNESCO, 1971) a inscrit dans sa liste du Patrimoine mondial (au 12/01/2016) : Liste du patrimoine mondial en République centrafricaine.
La République centrafricaine compte deux sites naturels inscrits au patrimoine mondial, onze sites sur la liste indicative, dont huit culturels, deux naturels et un mixte.

### Liste représentative du patrimoine culturel immatériel de l’humanité
Le programme Patrimoine culturel immatériel (UNESCO, 2003) a inscrit dans sa liste représentative du patrimoine culturel immatériel de l'humanité (au 15/01/2016) :
- 2008 : Les chants polyphoniques des pygmées Aka de Centrafrique[62].

### Discographie
- Centrafrique : trompes Banda linda, Buda musique, Adès, Paris, date
- République Centrafricaine (musique des Dendi, Nzakara, Banda et al.), Auvidis, Unesco, Paris, 1989
- République Centrafricaine : musique de xylophones  (enreg. Vincent Dehoux), Le chant du monde, Paris ; distrib. Harmonia mundi, Arles, 1991
- République Centrafricaine : polyphonies Banda, Unesco, Paris ; Auvidis, 1992
- Polyphonies vocales des pygmées Mbenzele : République Centrafricaine, Maison des Cultures du Monde, Paris ; Auvidis, Antony, 1992
- Centrafrique : musique Gbáyá, chants à penser (collec. Vincent Dehoux), Radio-France, Paris ; Harmonia mundi, Arles, 1992
- République centrafricaine : musiques des anciennes cours Bandia, CNRS, Chant du monde, Paris, 1996
- Centrafrique : Pygmées Babinga, Bagandou, Bofi, Isongo (enreg. Charles Duvelle), Philips, Kora Sons, 1999
- Centrafrique : Pygmées Aka, chants de chasse, d'amour et de moquerie, Radio-France, Paris ; Harmonia mundi, Arles, 1998
- Centrafrique : rituels gbanzili et mbugu de l'Oubangui (collec. Vincent Dehoux), Le chant du Monde, Paris ; Harmonia Mundi, Arles, 2001
- Musiques Banda : Centrafrique (collec. Charles Duvelle), Universal Division Mercury, Antony, 2001

### Filmographie
- Mémoires de cinéma amateur des années coloniales[63]* Gbédélé : femme, fille et mère, film documentaire d'Alain Epelboin et Susanne Furnis, CNRS Audiovisuel, Meudon, 1995, 21 min (VHS)
- De l'arbre au xylophone, film de Sylvie Le Bomin et Laurent Venot, CNRS Diffusion, Meudon, 1997, 54 min (VHS)
- Justice coutumière chez les Nzakara, film d'Anne Retel-Laurentin, Cerimes, Vanves, 1973, 18 min (film en ligne)
- Tonga bondo : Fête des ancêtres, film d'Anne Retel-Laurentin, Cerimes, Vanves, 2000?, 32 min (DVD)